# Алигджер
Алигдже́р (рос. Алигджер, тоф. Аълһыг-Ӌер) — село в Нижньоудинському районі Іркутської області Росії, адміністративний центр Тофаларського муніципального утворення.
Розташоване в гірничо-тайговій місцевості Східного Саяну на правому березі річки Уди, за 151 км на північний захід від районного центру - міста Нижньоудинська. Діє вертолітний майданчик.
У 1939-1950 роках село було центром Тофаларського національного району Іркутської області.

## Населення
Населення - 526 осіб (2020 рік).
Село є центром нечисленної корінної народності - тофаларів. У 2002 році в ньому проживало 248 тофаларів.